# 高橋悦男
高橋 悦男（たかはし えつお、1934年7月9日 - 2024年12月11日）は、日本の俳人・元アメリカ文学者、早稲田大学名誉教授。

## 人物・来歴
静岡県生まれ。早稲田大学文学部英文科卒、同大学院修士課程修了。早大助教授、社会科学部教授。2005年定年、名誉教授。1983年俳誌『海』を創刊、俳句結社海の会主宰。
2024年12月11日、病院で死去した。90歳没。

## 著書
- 『天城 句集』牧羊社, 1981.10
- 『恋の句愛の句 初心者のための俳句鑑賞』牧羊社, 1982.12
- 『現代俳句セミナー』牧羊社, 1986.6
- 『高橋悦男集』(自解100句選 牧羊社, 1988.12
- 『恋の句愛の句』牧羊社, 1988.2
- 『西東三鬼』(鑑賞秀句100句選』牧羊社, 1992.1
- 『実朝の海 高橋悦男句集』(現代俳句18人集 牧羊社, 1992.5
- 『鳥・獣』(俳句創作百科) 飯塚書店, 1996.9
- 『海光 句集』ふらんす堂俳句叢書 2000.9
- 『現代俳句の肖像』北溟社, 2001.10
- 『ベレンの塔 世界俳句紀行』北溟社, 2002.12
- 『秀句鑑賞十二ヶ月』東京四季出版, 2003.7
- 『春の山 高橋悦男句集』(ふらんす堂俳句叢書) 2006.9
- 『季語別高橋悦男句集』ふらんす堂, 2008.7
- 『摩訶 句集』角川書店, 2010.7
- 『秀句鑑賞歳時記』文學の森, 2013.7
- 『月の兎 高橋悦男句集』ふらんす堂, 2018.8

### 共編著
- 『Countries around the world』荒木智種共編著. 文化書房博文社, 1971.4
- 『大学英語演習』編著. 篠崎書林, 1975.4
- 『俳句月別歳時記』編. 博友社, 1994.11
- 『海の俳句歳時記』編 (現代教養文庫) 社会思想社, 1998.7
- 『俳句カタカナ語辞典』編. 文學の森, 2005.3

### 翻訳
- ジョン・スタインベック『知られざる神に』(20世紀の文学 現代出版社, 1969
- ロナルド・バーガー, アンソニー・ハーディング編著『オートモビル・デザイン 偉大な設計者とその作品』沢田勝海,沢田幹夫共訳. 二玄社, 1974-77

## 論文
- ＜高橋悦男